# Mauro Valentini
Mauro Valentini, född 27 juli 1973 i Viterbo, är en sanmarinsk före detta fotbollsspelare som bland annat spelade för San Marinos landslag.
Valentini spelade på 1990-talet 23 matcher för det sanmarinska landslaget. Han gjorde sitt enda landslagsmål mot Färöarna 1995, i kvalet till EM 1996.
Han spelade för klubblagen Rimini Calcio, Urbino Calcio och USD Longiano.